# Chrysometa ramon
Chrysometa ramon är en spindelart som beskrevs av Claude Lévi 1986. Chrysometa ramon ingår i släktet Chrysometa och familjen käkspindlar.
Artens utbredningsområde är Peru. Inga underarter finns listade i Catalogue of Life.